# Punta Indira
Punta Indira (en bengalí: ইন্দিরা পয়েন্ট, hindi: इंदिरा पाइंट) es un cabo en el extremo sur de la isla Gran Nicobar, en el territorio de las Islas Andaman y Nicobar, representa el punto más hacia al sur de la India. Recibió su nombre en honor de Indira Gandhi. Antiguamente fue conocido como Punta Pygmalion, Punta Parsons y, por un tiempo breve, Punta India. El punto más al sur continental es el Cabo Comorin (Kanyakumari) pero la Punta Indira lo es de todo el país. En la punta hay un faro.